# کنث تراد
کنث تراد (انگلیسی: Kenith Trodd؛ زادهٔ ۱۹۳۶ میلادی) تهیه‌کننده تلویزیونی اهل بریتانیا است.
از فیلم‌ها یا مجموعه‌های تلویزیونی که وی در آن‌ها نقش داشته‌است، می‌توان به یک ماه در کشور و خرده‌پولی از بهشت اشاره نمود.